# Andrea Bonetti
Andrea Bonetti (ur. 15 października 1946 w Brescii) – włoski polityk, działacz sportowy i ekonomista, parlamentarzysta krajowy, poseł do Parlamentu Europejskiego III kadencji.

## Życiorys
Były oficer rezerwy włoskiej armii. Ukończył studia w zakresie ekonomii i handlu na Uniwersytecie w Padwie. Pracował jako doradca podatkowy, został także szefem unii związków zawodowych rzemieślników w prowincji Brescia. Objął też fotel prezesa miejskiego klubu siatkówki, a także dyrektora Genoa FC.
Zaangażował się w działalność polityczną w ramach Chrześcijańskiej Demokracji. Zasiadał w radzie miejskiej w Brescii, zaś w 1983 i 1987 wybierano go w skład Izby Deputowanych IX i X kadencji. W 1989 uzyskał mandat posła do Parlamentu Europejskiego. Przystąpił go grupy Europejskiej Partii Ludowej, został przewodniczącym Delegacji ds. stosunków z państwami rejonu Zatoki Perskiej i Radą Współpracy Zatoki Perskiej (1989–1992), a także członkiem m.in. Komisji ds. Transportu i Turystyki.